# Ordre de l'Aigle noir
Pour les articles homonymes, voir Aigle noir et Ordre de l'Aigle.
L’ordre de l’Aigle noir (en allemand Hohe Orden vom Schwarzen Adler ou plus couramment Schwarzer Adlerorden), était l’ordre honorifique suprême du royaume de Prusse. Il fut fondé par le prince-électeur Frédéric III du Brandebourg le 17 janvier 1701, la veille de son couronnement comme "roi en Prusse" (renommé Frédéric Ier).
L'ordre devint obsolète avec l'abdication de l'empereur Guillaume II, le dernier roi de Prusse, en 1918.

## Historique
Les statuts de l’ordre ont été publiés le 18 janvier 1701, et révisés en 1847. Ses membres se limitaient à un petit nombre de chevaliers, et étaient divisés en deux catégories : les membres de la famille royale (catégorie divisée plus tard entre ceux de la dynastie de Hohenzollern et ceux des autres dynasties, allemandes ou étrangères) et les chevaliers ordinaires. Avant 1847, l'accession à la deuxième catégorie de l'ordre était limitée aux seuls nobles ou reconnus comme tels (comme les maréchaux Bernadotte ou Murat) mais, après 1847, l'accession aux non-nobles fut permis et entraîna, selon les statuts révisés, leur anoblissement automatique.
D’après les statuts, les membres de l’ordre étaient aussi titulaires de la grand-croix de l’ordre de l’Aigle rouge et portaient la décoration de cet ordre autour du cou. Depuis 1862, les membres de la famille royale recevaient aussi la croix de l’ordre de la Couronne 1re classe.

## Description

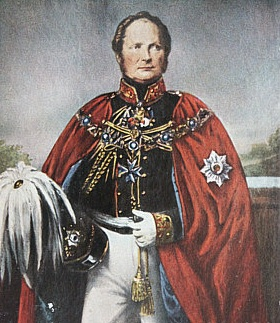
Frédéric-Guillaume IV de Prusse, portant le collier et la cape de l’ordre de l’Aigle noir. Portrait de Kreuger.

L'ordre de l'Aigle noir ne comportait qu'une seule classe, mais il a été décerné selon les prérogatives du roi « avec la chaîne » (mit der Kette) ou « sans chaîne » (ohne Kette). La décoration correspondante fut décernée principalement à des membres de familles royales, des chefs d’État et des militaires de haut rang. Très rarement, elle fut décernée avec des brillants. Jusqu'à la fin de la monarchie en Allemagne en 1918, quatre cent sept exemplaires seulement furent décernés.
Le badge de l'ordre était une croix de Malte en or, émaillée de bleu, avec des aigles noirs couronnés entre les branches. Le médaillon central en or contenait les initiales royales de Frédéric Ier : « FR » pour Fredericus Rex en latin.
Le badge était porté avec une écharpe ou une chaîne. L'écharpe et le ruban étaient de couleur orange moiré, en l'honneur des princes d’Orange, porté de l'épaule gauche à la hanche droite, avec le badge au niveau de la hanche. La chaîne (Kette) de l'ordre était portée autour du cou, avec le badge suspendu. Elle était composée de 24 chaînons, alternant des aigles noirs et un médaillon où était gravée la devise Suum Cuique (« À chacun ses mérites »), une série de « FR » formant une croix pattée, entourés par un anneau en émail bleu et des couronnes entre chaque point.

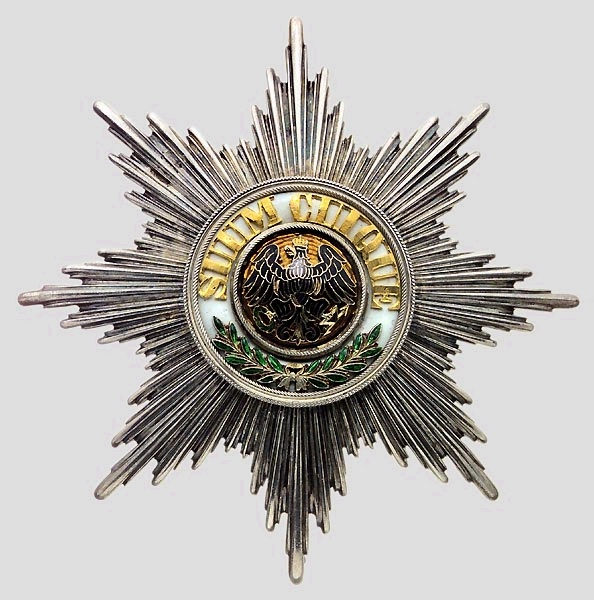
Étoile de l’ordre de l’Aigle noir.

L'étoile de l'ordre était une étoile octogonale en argent. Le médaillon central représentait un aigle noir sur un fond doré, entouré par un anneau en émail blanc figurant en bas des feuilles de laurier et en haut la devise de l'ordre Suum Cuique. L'aigle agrippait dans ses serres une couronne de laurier à droite et un éclair à gauche.
Aux assemblées de l'ordre, les membres portaient une cape rouge en velours ourlée de bleu, avec l'étoile de l'ordre épinglée sur l'épaule gauche.

## Récipiendaires
Depuis sa fondation en 1701 jusqu'en 1918, l'ordre de l'Aigle noir a été décerné 407 fois, dont 57 durant le règne de Frédéric Ier (1701-1713). En 1918, les chevaliers de l'ordre étaient 118 : 14 étaient membres de la famille royale de Prusse, 1 de la famille princière des Hohenzollern, 49 des autres familles royales et 54 allemands n'appartenant pas à une famille royale.

### Souverains et maîtres de l'ordre
- Frédéric Ier de Prusse (1657-1713), fondateur de l'ordre ; dernier prince-électeur de Brandebourg et premier roi de Prusse ;
- Frédéric-Guillaume Ier de Prusse (1688-1740), premier membre de l'ordre, alors qu'il était prince (1701) ; souverain et maître de l'ordre de 1713 à 1740 ;
- Frédéric II de Prusse (1712-1786), « Frédéric le Grand » ; souverain et maître de l'ordre de 1740 à 1786 ;
- Frédéric-Guillaume II de Prusse (1744-1797), souverain et maître de l'ordre de 1786 à 1797 ;
- Frédéric-Guillaume III de Prusse (1770-1840), roi de Prusse pendant l'époque de Napoléon ; souverain et maître de l'ordre de 1797 à 1840 ;
- Frédéric-Guillaume IV de Prusse (1795-1861), souverain et maître de l'ordre de 1840 à 1861 ;
- Guillaume Ier d'Allemagne (1797-1888), roi de Prusse et premier empereur allemand ; souverain et maître de l'ordre de 1861-1888 ;
- Frédéric III d'Allemagne (1831-1888), « prince de la couronne Frédéric-Guillaume de Prusse » ; général pendant les guerres d'unification de l'Allemagne ; brièvement empereur allemand de mars à juin 1888 ;
- Guillaume II d'Allemagne (1859-1941), dernier roi de Prusse et dernier empereur allemand ; souverain et maître de l'ordre de 1888-1918.

### Maison royale de Hohenzollern
- Auguste-Guillaume de Prusse, prince de Prusse (1722-1758) ;
- Henri de Prusse, prince de Prusse (1726-1802) ;
- Auguste-Ferdinand de Prusse, prince de Prusse (1730-1813) ;
- Louis-Ferdinand de Prusse, prince de Prusse (1772-1806) ;
- Louis-Charles de Prusse, prince de Prusse (1773-1796) ;
- Augusta de Saxe-Weimar-Eisenach, reine de Prusse, impératrice allemande (1811-1890) ;
- Charles de Prusse, prince de Prusse (1801-1883) ;
- Adalbert de Prusse, prince de Prusse (1811-1873) ;
- Frédéric-Charles de Prusse, prince de Prusse (1828-1885) ;
- Albert de Prusse, prince de Prusse (1809-1872) ;
- Henri de Prusse, prince de Prusse (1862-1929) ;
- Victoria du Royaume-Uni, reine de Prusse, impératrice allemande (1840-1901).

Impératrice Augusta-Victoria, portant l’écharpe et l’étoile de l’ordre de l’Aigle noir. Portrait de Philip de László.

- Augusta-Victoria de Schleswig-Holstein-Sonderburg-Augustenburg, reine de Prusse, impératrice allemande (1858-1921) ;
- Guillaume de Prusse, prince héritier de l'Empire allemand (1882-1951) ;
- Frédéric-Léopold de Prusse, prince de Prusse (1865-1931) ;
- Albert de Prusse, prince de Prusse (1837-1906) ;
- Frédéric-Henri de Prusse, prince de Prusse (1874-1940) ;
- Joachim-Albert de Prusse, prince de Prusse (1876-1939) ;
- Frédéric-Guillaume de Prusse, prince de Prusse (1880-1925) ;
- Eitel-Frédéric de Prusse, prince de Prusse (1883-1942) ;
- Adalbert de Prusse, prince de Prusse (1884-1948) ;
- Auguste-Guillaume de Prusse, prince de Prusse (1887-1949) ;
- Oscar de Prusse, prince de Prusse (1888-1958) ;
- Waldemar de Prusse, prince de Prusse (1889-1945) ;
- Joachim de Prusse, prince de Prusse (1890-1920) ;
- Frédéric-Sigismond de Prusse (de), prince de Prusse (1891-1927) ;
- Frédéric-Charles de Prusse, prince de Prusse (1893-1917) ;
- Frédéric-Léopold de Prusse (de), prince de Prusse (1895-1959) ;
- Sigismond de Prusse, prince de Prusse (1896-1978) ;
- Guillaume de Prusse, prince de Prusse (1906-1940).

### Maison princière de Hohenzollern
- Charles-Antoine de Hohenzollern-Sigmaringen, prince souverain de Hohenzollern-Sigmaringen (1811-1885) ;
- Léopold de Hohenzollern-Sigmaringen, prince souverain de Hohenzollern-Sigmaringen (1835-1905) ;
- Guillaume de Hohenzollern-Sigmaringen, prince souverain de Hohelnzollern-Sigmaringen (1864-1927) ;
- Ferdinand Ier de Roumanie, prince de Hohenzollern-Sigmaringen (b. 1865) ;
- Carol Ier, prince de Hohenzollern-Sigmaringen (1839-1914).

### Souverains étrangers
- Albert Ier de Belgique, roi des Belges  (1875-1934) ;
- Alexandre III de Russie, tsar de Russie  (1881-1894) ;
- Arthur du Royaume-Uni, gouverneur général du Canada  (1850-1942) ;
- Carl de Suède, prince de Suède  (1861-1951) ;
- Carol Ier, roi de Roumanie  (1866-1914) ;
- Christian IX de Danemark, roi du Danemark  (1863-1906) ;
- Rama V, roi du Siam  (1868-1910) ;
- Édouard VII du Royaume-Uni, roi du Royaume-Uni  (1901-1910) ;
- Eugen de Suède, prince de Suède  (1865-1947) ;
- François-Joseph Ier d'Autriche, empereur d'Autriche  (1848-1916) ;
- Frédéric VIII de Danemark, roi du Danemark  (1906-1912) ;
- George V du Royaume-Uni, roi du Royaume-Uni  (1910-1936) ;
- Charles XIV Jean de Suède, roi de Suède  (1818-1844) ;
- Gustave V de Suède, roi de Suède  (1907-1950) ;
- Gustave VI Adolphe de Suède, roi de Suède  (1950-1973) ;
- Léopold de Anhalt-Dessau, prince d'Anhalt-Dessau  (1676-1747) ;
- Léopold II de Belgique, roi des Belges  (1865-1909) ;
- Louis XVIII de France, roi de France  (1755-1824) ;
- Louis II de Bavière, roi de Bavière  (1864-1886) ;
- Louis III de Bavière, dernier roi de Bavière  (1845-1921) ;
- Meiji, empereur du Japon  (1867-1912) ;
- Napoléon Ier, empereur des Français  (1769-1821) ;
- Napoléon III, empereur des Français  (1808-1873) ;
- Nasser al-Din Shah Qajar, shah de Perse  (1848-1896) ;
- Nicolas II de Russie, dernier tsar de Russie  (1868-1918) ;
- Oscar de Suède, ancien prince de Suède  (1859-1953) ;
- Pierre II, empereur du Brésil  (1825-1891) ;
- Pierre III de Russie, tsar de Russie  (1762) ;
- Prosper-Louis d'Arenberg, duc d'Arenberg  (1785-1861) ;
- Rupprecht de Bavière  (1869-1955) ;
- Taishō Tennō, empereur du Japon  (1912-1926) ;
- Humbert Ier d'Italie, roi d'Italie  (1878-1900) ;
- Victor-Emmanuel III d'Italie, roi d'Italie  (1900-1946) ;
- Guillaume de Suède, prince de Suède  (1884-1965) ;
- Guillaume III des Pays-Bas, roi des Pays-Bas et grand-duc du Luxembourg   (1849-1890) ;
- Guillaume IV du Royaume-Uni, roi du Royaume-Uni  (1830-1837).

### Princes étrangers
- Baudouin de Belgique (1869-1891), neveu de Léopold II de Belgique, roi des Belges , (1869-1891).
- Şehzade Ömer Faruk, prince ottoman , (1898-1969).

### Hommes d'État étrangers
- Serge Witte, ministre de Nicolas II de Russie  (1849-1915)

### Diplomates
- Alexandre-François de La Rochefoucauld  (1767-1841), autorisé, au cours de l'année 1808, à porter la décoration de l'ordre de l'Aigle noir.
- Charles-Maurice de Talleyrand-Périgord  (1754-1838)

### Artistes
- Adolph von Menzel, peintre (1815-1905).

## Utilisation actuelle
L’étoile de l’ordre de l’Aigle noir est aujourd'hui utilisé comme emblème de la police militaire allemande (Feldjäger).